# 谢尔盖·索比亚宁
謝爾蓋·謝苗諾維奇·索比亞寧（羅馬化：Sergey Semyonovich Sobyanin；1958年6月21日—），俄罗斯政治家，从2010年起担任莫斯科市长一职，曾任俄总统办公厅主任、俄政府副总理和政府办公厅主任，他是佛拉迪米爾·普丁的重要亲信之一。

## 經歷
2010年10月28日，索比亞寧正式接替卢日科夫離職后的市長職務。2010年当时他被时任总统梅德韦杰夫提名为莫斯科市长，其市长任期本应于2015年10月结束。他以希望成为民选市长为由（俄罗斯2012年6月立法恢复了2004年被取消的地方行政长官直选制度）在2013年6月向总统普京提出辞呈，并建议莫斯科社会院提前举行市长直接选举，在同年9月8日举行的第一轮市长选举投票中获得57%的选票，成为莫斯科近10年来第一位民选市长。
2018年9月9日，謝爾蓋·索比亞寧再次當選市長，獲得70.17%的選票，投票率為 30.89%（共1,582,355票）。市長就職典禮於2018年9月18日舉行。